# کاشاکوو
کاشاکوو (انگلیسی: Kashakovo) یک شهرک در شهرستان چکماگوشفسکی استان باشقیرستان کشور روسیه است.